# Jozef Bokšay
Jozef Bokšay, také Josef Bokšaj, József Boksay, maďarsky Boksay József, rusky Йосиф Бокшай, Бокшай Йосип Йосипович (2. října 1891 Kobylecka Poljana – 19. října 1975 Užhorod) byl maďarsko– ukrajinský malíř, ilustrátor, zakladatel podkarpatské malířské školy a pedagog. Spolu s Vojtěch Erdélym a Fedirem Manajlem patřil ke třem klíčovým postavám této školy.
Umělecké vzdělání získal na Akademii umění v Budapešti. Po sloučení Podkarpatské Rusi s Československem se aktivně zapojil do kulturního života na Podkarpatsku. V roce 1927 založil spolu s dalším významným rusínským malířem Vojtěch Erdélym veřejnou malířskou školu v Užhorodu. Je také autorem ilustrací do školních učebnic a monumentálních ikonostasových obrazů na Podkarpatské Rusi, na Slovensku a v Maďarsku. Jeho dílo je zastoupeno i v Národní galerii v Praze.